# Institute of Electrical and Electronics Engineers
Institute of Electrical and Electronics Engineers eller akronym IEEE (utläses oftast på engelska som "I triple-E") är en sammanslutning av över 360 000 ingenjörer och vetenskapspersoner från cirka 175 länder, varav 1664 i Sverige (2006-04-15).
IEEE har sin hemvist i USA och är en icke-vinstorienterad organisation, bildad 1963 genom sammanslagning av två tidigare elektrotekniska organisationer: AIEE (American Institute of Electrical Engineers) med rötter från 1884, och den några decennier yngre IRE (Institute of Radio Engineers), grundad 1912.

## IEEE:s publikationer
IEEE tillför omkring 30% av världens litteratur inom de elektriska och elektroniska ingenjörs- och datavetenskapliga områdena, genom att publicera gott och väl 100 granskade tidskrifter. Innehållet i dessa tidskrifter liksom det från flera hundra årliga konferenser är tillgängliga på IEEE:s online digitala bibliotek. Övrigt finns under titlar som IEEE Transactions, Journals, Letters och Magazines inom specifika områden. IEEE publicerar också fler än 750 konferens-proceedings årligen.
Härutöver består en del av IEEE:s arbete i att utarbeta och publicera standarder inom data- och elektroteknik.

### IEEE:s standarder
IEEE Standards Association upprätthåller över 1.300 standarder inom ingenjörsvetenskap. Några exempel på standarder från IEEE inom kommunikationsområdet är:
- IEEE-488 - Digital buss för programmerbara mätsystem (GPIB)
- IEEE 802
- IEEE 802.3 - Ethernet
- IEEE 802.3af - Power over Ethernet (PoE) 12,95 W
- IEEE 802.3at - Power over Ethernet (PoE) 25,50 W
- IEEE 802.11 - Trådlös kommunikation
- IEEE 1003 - POSIX
- IEEE 1394 - FireWire, iLink
- IEEE 1588 - Precisionstidsprotokoll för datornätverk (Ethernet)